# Dracophyllum palustre
Dracophyllum palustre är en ljungväxtart som beskrevs av Leonard C. Cockayne och W. R. B. Oliver.
Dracophyllum palustre ingår i släktet Dracophyllum och familjen ljungväxter. Inga underarter finns listade i Catalogue of Life.